# Tuyến Pyongbu
P'yŏngbu Line hay Tuyến P'yŏngbu là một tuyến đường sắt điện khía hóa khổ tiêu chuẩn của Korean State Railway chạy từ P'yŏngyang đến Kaesŏng ở Bắc Triều Tiên và xa hơn về phía nam xuyên qua DMZ đến Seoul ở Hàn Quốc; Tên của tuyến được ghép từ tên của hai ga cuối: P'yŏngyang và Pusan.
Tổng chiều dài của toàn tuyến từ P'yŏngyang đến Pusan là 719,8 km (447,3 mi); Tuy nhiên, do Khu phi quân sự Triều Tiên, hoạt động thường xuyên bị hạn chế ở đoạn 187,3 km (116,4 mi) giữa P'yŏngyang và Kaesŏng. 22% tuyến được lắp đặt với tà vẹt bê tông, và đây là tuyến đường sắt duy nhất ở Triều Tiên có khả năng đạt tốc độ 100 km/h (62 mph). The ruling grade is 11‰, bán kính đường cong tối thiểu là 300 m (980 ft), và có 99 cây cầu (tổng chiều dài 4.310 m (14.140 ft)) và 13 đường hầm (tổng chiều dài 3.244 m (10.643 ft)).
Đoạn P'yŏngyang-Hwangju thuộc thẩm quyền của Cục Đường sắt P'yŏngyang, trong khi phần còn lại của tuyến từ phía nam Hwangju thuộc Cục Đường sắt Sariwŏn. Có 28 ga trên tuyến, khoảng cách trung bình giữa các ga là 6.7 km. Cùng với các kho đầu máy tạ Sariwŏn, Sŏhŭng, và P'anmun, có các cơ sở xử lý hàng hóa lớn tại Hwangju, Chunghwa, Đông Sariwŏn, Sŏhŭng, P'yŏngsan và Kaesŏng.
Tuyến P'yŏngbu kết nối với các tuyến P'yŏngui, P'yŏngnam, và P'yŏngra tại P'yŏngyang, đến tuyến P'yŏngdŏk tại Taedonggang, đến tuyến Songrim tại Hwangju, đến tuyến Hwanghae Ch'ŏngnyŏn tại Sariwŏn, và tuyến Ch'ŏngnyŏn Ich'ŏn tại P'yŏngsan.

## Lịch sử
Để biết lịch sử của tuyến gốc và thông tin khác trước năm 1945, xemGyeongui Line (1904–1945).
Tuyến đường sắt Seoul–Kaesŏng được bắt đầu xây dựng năm 1902. Sau khi Chiến tranh Nga-Nhật nổ ra, việc vận chuyển hàng hóa lên phía bắc từ Seoul đến Sinŭiju trở nên cấp thiết. Do đó tuyến Kyŏngŭi được xây dựng nhanh chóng và mở của bởi "Temporary Military Railway" cho việc chở hàng ngày 5/11/1905 và cho chở khách ngày 3/4/1906. Sau đó, nó đã được Chosen Government Railway (Sentetsu) tiếp quản vào ngày 1/9/1906. Ngày 1/4/1908, khi tàu cao tốc "Ryuki" từ Pusan đến Sinŭiju đi vào hoạt động, mọi ga trên tuyến đều hoạt động.
Cầu đường sắt bắc ngang qua sông Yalu giữa Sinŭiju và Andong (bây giờ là Dandong) được khánh thành tháng 11/1911, kết nối tuyến với South Manchuria Railway. Bắt đầu từ 1913, vé từ Seoul đến London đã được bán, hành trình đi qua tuyến Kyongŭi, South Manchuria Railway, và Trans-Siberian Railway. Vào những năm 1930, Sentetsu đã đưa các chuyến tàu quốc tế giữa Triều Tiên và Mãn châu, như Hikari, Nozomi, và Koa phục vụ trên tuyến đường này.
 tại Changdan năm 1976.]]

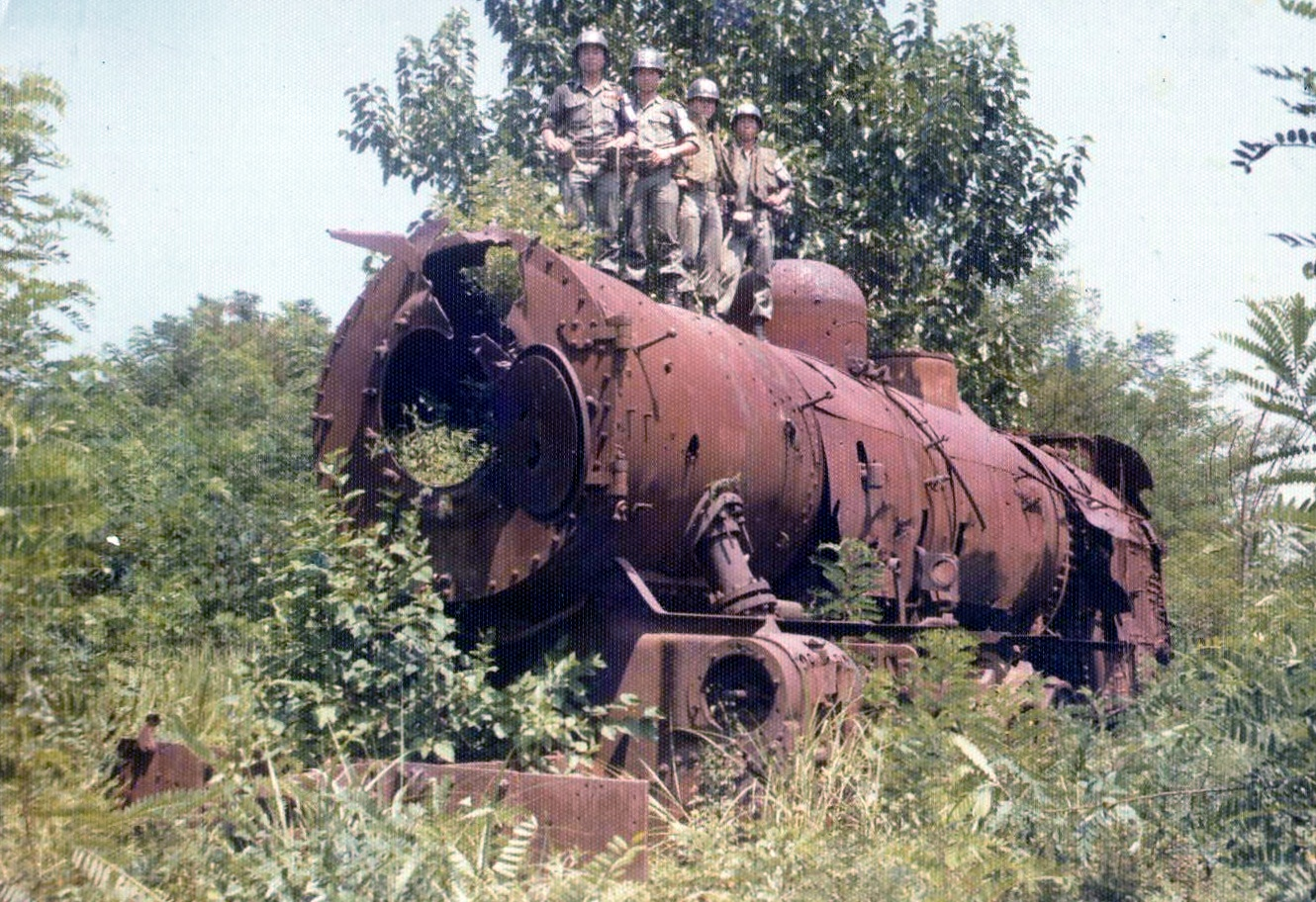
Những tàn tích của đầu máy Mate 10

Sau Chiến tranh Thái Bình Dương và chấm dứt sự cai trị của Nhật Bản vào năm 1945, Triều Tiên bị chia cắt dọc theo vĩ tuyến 38, với nửa phía bắc dưới sự kiểm soát của Liên Xô. Điều này đã cắt một nửa tuyến giữa Sariwŏn và Kaep'ung, với Korean State Railway của Bắc Triều Tiên — ban đầu là Hồng Quân Liên Xô - điều hành các chuyến tàu giữa P'yŏngyang và Sariwŏn, và Korean National Railroad của Hàn Quốc - trước đó là US Army Transportation Corps của Quân đội Mỹ - điều hành các tuyến từ Seoul và T'osŏng (bây giờ là Kaep'ung). Ngày 31 tháng 12 năm 1950, một chuyến tàu bao gồm đầu máy "Mate 10" và 25 toa xe, đi từ Hanp'o đến Munsan, đã bị buộc dừng ở Changdan bởi Quân đội Mỹ và bị phá hủy. Đầu máy hiện đang được trưng bày tại Imjingak. Sự kết thúc của Chiến tranh Triều Tiên đã thiết lập biên giới Liên Triều hiện tại, sau đó, phần phía Bắc Triều Tiên của Tuyến Kyongŭi cũ được chia thành hai tuyến riêng biệt - Tuyến P'yŏngŭi từ P'yŏngyang phía bắc đến Sinŭiju và tuyến P'yŏngbu từ P'yŏngyang về phía nam đến Kaesŏng, P'anmun và DMZ.
Sau khi bị đóng cửa từ năm 1948, ngày 15 tháng 6 năm 2000, một Tuyên bố chung liên Triều đã được đưa ra, thông báo ý định kết nối lại đường sắt giữa Bắc và Nam. Vào ngày 31 tháng 7 tại cuộc hội đàm cấp bộ trưởng, họ đã đồng ý mở lại kết nối giữa Tuyến P'yŏngbu và tuyến Gyeongui từ Kaesŏng đến Dorasan xuyên qua DMZ. Lễ kỷ niệm đánh dấu sự kết nối lại được tổ chức ngày 14 tháng 6 năm 2003 tại hai miền. Ngày 17/5/2007 chuyến tàu đầu tiên giữa Bắc và Nam đã đi qua DMZ, chở theo các chức sắc được mời từ cả hai miềm. Các ga mới tại Sonha và P'anmun được khánh thành thời gian này. Chuyến tàu chở hàng theo lịch trình đầu tiên chạy vào ngày 11 tháng 12 năm 2007, chở vật liệu xây dựng từ Munsan ở miền Nam đến Kaesong, và giày dép và quần áo trong chuyến trở về miền Nam.
Nhà ga được xây dựng lại tại Pongdong giữa Sonha và P'anmun cũng được khai trương vào ngày này. Từ đó trở đi, các chuyến tàu chở hàng từ phía nam đến Khu công nghiệp chung Kaesŏng đã được vận hành cho đến ngày 28 tháng 11 năm 2008, khi miền Bắc tạm thời đóng cửa tuyến do những thay đổi trong tình hình chính trị. Vào ngày 25 tháng 8 năm 2009, nó đã bị đóng cửa một lần nữa, sau đó mở lại vào ngày 1 tháng 12 năm đó. Căng thẳng giữa Bắc và Nam leo thang trở lại vào năm 2013, dẫn đến việc đóng cửa biên giới một lần nữa vào ngày 4 tháng 5 năm đó, vẫn đóng cửa cho đến ngày 16 tháng 9 khi nó được mở cửa trở lại. Kể từ ngày 10 tháng 2 năm 2016, cửa khẩu biên giới lại một lần nữa đóng cửa.